# Лагаш
Лага́ш — шумерский город-государство в Древней Месопотамии (Ирак). Город был населён преимущественно шумерским населением, которое занималось, как и в остальных шумерских городах, земледелием и торговлей.

## Предыстория
Поселение Лагаш возникло, по-видимому, на рубеже 5-го—4-го тысячелетий до н. э.
Долгое время считалось, что древний город Лагаш соответствовал городищу Телло (древний Гирсу), но сейчас учёные локализуют его в Тель Эль-Хибба, грандиозном городище в 480 гектаров в 20 км к юго-востоку от Телло и 22 км к востоку от современного города Эш-Шатры.
Шумерские цари страны Лагаш (SHIR.BUR.LA ki = Ширпурла) правили на территории около 3000 км², к югу от собственно страны Шумер.
О древнейшей истории Лагаша известно мало. В Раннединастический период столица нома была перенесена из города Лагаша (букв. «Место ворон», совр. Эль-Хибба) в Гирсу (совр. Телло), где был построен храм верховного божества этого нома Нингирсу. Кроме городов Гирсу и собственно Лагаш (или Урукуга букв. «Священный город» — эпитет Лагаша), в состав этого нома входил ещё целый ряд более или менее крупных поселений, по всей видимости, обнесённых стенами: Нина (или Сираран), Кинунир, Уру, Киэш, Э-Нинмар, Гуаба и др. Политическая и экономическая жизнь была сосредоточена в храмах, посвящённых Нингирсу, его божественной супруге Бабе (Бау), богине законодательства Нанше, богине Гештинанне, исполнявшей обязанности «писца страны без возраста», и Гатумдуг — богине-матери Лагаша.
Лагашские правители носили титул энси и получали от совета или народного собрания звание лугаля (царя) только временно, вместе с особыми полномочиями, на время важного военного похода или проведения каких-либо других важнейших мероприятий.

## 1-я династия Лагаша
Первым известным в истории царём Лагаша считается Ур-Нанше. Он также был родоначальником 1-й династии Лагаша. Ур-Нанше заложил основы будущего могущества Лагаша, так как способствовал укреплению земледелия, постройке оборонительных стен вокруг древнего Лагаша и возведению новых храмов.
В XXVI—XXIV веках до н. э. идёт усиление нома Лагаш. В то время там правила I династия правителей Лагаша. По богатству лагашское государство уступало разве только южношумерскому государству Уру-Уруку. Лагашский порт Гуаба (букв. «Берег моря») соперничал с Уром в морской торговле с соседним Эламом и Индией. Лагашские правители не менее прочих мечтали о гегемонии в Нижней Месопотамии, но путь к центру страны преграждал им соседний город Умма. С Уммой, к тому же, в течение многих поколений шли кровавые споры из-за пограничного между этими двумя номами плодородного района Гуэдена.
При царе Лагаша Эанатуме, который правил около 2430 года до н. э., Лагаш смог победить в этой борьбе и покорить Умму. Лагашцы смогли подчинить соседние города Ур, Адаб, Акшак, а также совершать походы в Элам.

### Эанатум
Следующим великим царём Лагаша можно считать Эанатума. При нём Лагаш начал усиливаться. В его царствование давний враг Лагаша, город Умма, отложился от него и начал войну с лагашцами. Двое энси (правителя) Уммы, Ур-Лумма и Энкале, совершали военные походы против Лагаша, но оба окончились неудачей. Эанатум покорил уммаитов и вновь заставил их выплачивать дань Лагашу.
Эанатум также совершил несколько военных походов в Междуречье, покорив города Урук и Ур. Вскоре ему пришлось столкнуться с опасной коалицией северных шумерских городов и эламитов. Города Киш, Акшак, Мари и эламиты объединили свои силы и напали на Лагаш. Эанатум смог разбить врагов и прогнать эламитов, а шумерские города привёл к покорности. Когда он умер, Лагаш стоял на вершине могущества в Междуречье.
После смерти Эанатума власть в стране принял его брат Энаннатум I, затем его сын Энтемена. Около 2350 года до н. э. ему пришлось вести повторные войны с Уммой, так как уммаиты продолжали враждовать с Лагашем из за полосы Гуэден. Энметена смог победить Умму и поставить там своего правителя. Но уммаиты, видимо, сумели сохранить независимость и продолжали враждовать с Лагашем.

### Жрецы бога Нингирсу
В то время вторыми по могуществу лицами в Лагаше были верховные жрецы бога Нингирсу. После пресечения рода царя Ур-Нанше верховную власть в Лагаше (около 2340 года до н. э.) забрал в свои руки некто Дуду, который был жрецом бога Нингирсу. Его наследники Энентарзи и Лугальанда были весьма непопулярными правителями, об их правлении в Лагаше осталась очень недобрая память. И Энентарзи и Лугальанда более пеклись о преумножении своего богатства. Не менее 2/3 храмовых хозяйств перешли во владение правителя — энси, его жены и детей. Лагашцы облагались тяжёлыми податями и налогами, которые разоряли население. Владычество жрецов длилось до 2318 года до н. э., когда Лугальанда был низложен новым царём Лагаша — реформатором Уруинимгиной.

### Правление Уруинимгины
Приход к власти Уруинимгины (правившего в 2318 — 2311 годах до н. э.) был хотя и бескровным, но довольно насильственным. Предыдущий энси Лугальанда, который разорял страну поборами, был им низложен. Простое население Лагаша, видимо, приветствовало эту смену власти либо непосредственно участвовало в восстании против Лугальанды. Уруинимгина, действительно, был довольно популярным правителем. Он осуществил ряд реформ, снизил многие налоги и не разрешал чиновникам грабить народ. Он также возвратил многие захваченные частными лицами земли храмам, что, видимо, могло способствовать умиротворению жреческого сословия Лагаша. При Уруинимгине лагашцы опять вели тяжёлые войны с их давними соперниками — уммаитами, от которых Лагаш потерпел несколько унизительных поражений. Хотя войны эти так и окончились ничем, Лагаш в результате был довольно ослаблен. Когда в 2311 году до н. э. в Лагаш вторглись войска великого царя Шаррумкена (Саргона Великого), основателя Аккадского государства, Лагаш не имел сил, чтобы успешно противостоять нашествию. Нгирса — столица Лагаша — была захвачена, а сам Уруинимгина пропал без вести. Лагаш более чем на столетие попал под власть Аккада. 1-я Династия Лагаша, таким образом, прекратила своё существование.

## Подчинение Аккаду
Правление аккадских царей было довольно жестоким, они контролировали практически весь регион Междуречья. Под властью Аккада оказалось также и много шумерских городов. Однако покорённые ими шумеры продолжали сопротивляться. Против аккадцев поднимались частые восстания, к которым присоединялся и Лагаш. Однако эти восстания большей частью не были успешными. Шумеры постоянно терпели поражения, и аккадские цари не замедляли наказывать восставших. Наиболее жестоким считается Римуш — при нём Лагаш был сильно опустошён и потерял множество людей. Однако аккадцы удерживали власть в Лагаше немногим более века. После смерти их последнего царя Шаркалишарри и распада Аккадского государства под натиском племён гутиев Лагаш смог вновь вернуть себе самостоятельность.

## 2-я династия Лагаша
Первые послеаккадские правители Лагаша были довольно незначительными фигурами, и сведений о них сохранилось мало. Расцвет Лагаша начинается с царя Ур-Бабы, который смог завоевать Ур и Урук. Последний энси Лагаша — Наммахани — был союзником царя гутиев Тирикана в его исторической битве с царём Урука, Утухенгалем. Это сражение произошло около 2109 года до н. э. Гутии потерпели сокрушительное поражение от урукцев и потеряли своё влияние в Междуречье. Мощь Лагаша тоже была подорвана, но лагашцы сумели сохранить свою самостоятельность. Однако спустя несколько лет после поражения Лагаш всё-таки был завоёван царём Ура — Ур-Намму. Лагаш попал под власть урцев и больше не возрождался как независимое государство.

## Раскопки
В 1877 году в урочище Телло вице-консул Франции Эрнест де Сарзек обнаружил руины Лагаша. Он открыл в подземных галереях целый архив клинописных табличек. В 1903 году раскопками Лагаша занялся Гастон Крос, с 1929 года по 1931 год там работал Анри де Женильяк, затем раскопками занимался Андре Парро.